# アンダーソン郡 (カンザス州)
アンダーソン郡（英: Anderson County）は、アメリカ合衆国カンザス州の東部に位置する郡である。2010年国勢調査での人口は8,102人であり、2000年の8,110人から0.1%減少した。郡庁所在地はガーネット市（人口3,415人）であり、同郡で人口最大の都市でもある。

## 法と政府
アンダーソン郡はアルコールを禁じる、すなわち「ドライ」の郡だったが、1986年にカンザス州憲法が修正され、住民は投票で個人が嗜むアルコール飲料の販売を承認した。ただし、食料販売量の30%までという制限が付いた。

## 地理
アメリカ合衆国国勢調査局に拠れば、郡域全面積は584.29平方マイル (1,513.3 km2)であり、このうち陸地は5082.92平方マイル (1,509.8 km2)、水域は1.38平方マイル (3.6 km2)で水域率は0.24%である。

### 主要高規格道路
出典:  National Atlas, U.S. Census Bureau
- アメリカ国道59号線
- アメリカ国道169号線
- カンザス州道31号線
- カンザス州道52号線
- カンザス州道57号線

### 隣接する郡
- フランクリン郡 - 北
- マイアミ郡 - 北東
- リン郡 - 東
- バーボン郡 - 南東
- アレン郡 - 南
- ウッドソン郡 - 南西
- コフィー郡 - 西

## 人口動態

人口ピラミッド

以下は2000年の国勢調査による人口統計データである。
| 基礎データ - 人口: 8,110人 - 世帯数: 3,221 世帯 - 家族数: 2,264 家族 - 人口密度: 5人/km2（14人/mi2） - 住居数: 3,596軒 - 住居密度: 2軒/km2（6軒/mi2） 人種別人口構成 - 白人: 97.41% - アフリカン・アメリカン: 0.32% - ネイティブ・アメリカン: 0.74% - アジア人: 0.22% - 太平洋諸島系: 0.02% - その他の人種: 0.33% - 混血: 0.95% - ヒスパニック・ラテン系: 1.09% 先祖による構成 - ドイツ系：35.0% - アメリカ人：20.4% - イギリス系：10.4% - アイルランド系：9.9% 年齢別人口構成 - 18歳未満: 26.2% - 18-24歳: 7.0% - 25-44歳: 24.6% - 45-64歳: 22.1% - 65歳以上: 20.0% - 年齢の中央値: 40歳 - 性比（女性100人あたり男性の人口） - 総人口: 96.7 - 18歳以上: 93.5 | 世帯と家族（対世帯数） - 18歳未満の子供がいる: 31.0% - 結婚・同居している夫婦: 59.9% - 未婚・離婚・死別女性が世帯主: 6.9% - 非家族世帯: 29.7% - 単身世帯: 26.8% - 65歳以上の老人1人暮らし: 15.6% - 平均構成人数 - 世帯: 2.48人 - 家族: 3.00人 収入と家計 - 収入の中央値 - 世帯: 33,244米ドル - 家族: 39,101米ドル - 性別 - 男性: 30,102米ドル - 女性: 20,705米ドル - 人口1人あたり収入: 16,458米ドル - 貧困線以下 - 対人口: 12.8% - 対家族数: 10.6% - 18歳未満: 16.3% - 65歳以上: 11.0% |

## 都市と町

### 法人化された都市
都市名の後の数字は2010年国勢調査での人口を示す。
- ガーネット, 3,415 - 郡庁所在地
- コロニー, 408
- グリーリー, 302
- キンケイド, 122
- ウェストファリア, 163
- ハリス, 51（国勢調査指定地域）
- ローンエルム, 25

### その他の町
- アミオット
- ブッシュシティ
- セントラルシティ
- クレンロック
- モントアイダ
- ノースコット
- シピオ
- セルマ
- ウェルダ

## 郡区
アンダーソン郡は14の郡区に分けられている。ガーネット市は「政治的に独立」と見なされ、下記郡区の数字からは外されている。下表で「人口中心」は最大都市であり、特に大きな数字でなければ、郡区の人口に含まれるものである。
| 郡区 | FIPSコード | 人口中心         | 人口 | 人口密度 /km2 (/sq mi) | 陸地面積 km2 (sq mi) | 水域 km2 (sq mi) | 水域率(%) | 座標                                                              |
| --- | ---------- | ---------------- | ---- | ---------------------- | -------------------- | ---------------- | --------- | ----------------------------------------------------------------- |
| インディアンクリーク                                                                                    | 34050      |                  | 132  | 1 (3)                  | 125 (48)             | 0 (0)            | 0.07%     | 北緯38度5分21秒 西経95度27分33秒 / 北緯38.08917度 西経95.45917度  |
| ジャクソン                                                                                              | 34725      |                  | 453  | 5 (13)                 | 88 (34)              | 0 (0)            | 0.06%     | 北緯38度17分44秒 西経95度17分48秒 / 北緯38.29556度 西経95.29667度 |
| リンカーン                                                                                              | 40475      |                  | 208  | 2 (4)                  | 128 (49)             | 0 (0)            | 0.22%     | 北緯38度12分42秒 西経95度8分42秒 / 北緯38.21167度 西経95.14500度  |
| ローンエルム                                                                                            | 42450      |                  | 239  | 2 (5)                  | 120 (46)             | 0 (0)            | 0.21%     | 北緯38度4分56秒 西経95度14分30秒 / 北緯38.08222度 西経95.24167度  |
| モンロー                                                                                                | 47725      |                  | 349  | 5 (12)                 | 74 (29)              | 0 (0)            | 0.11%     | 北緯38度17分44秒 西経95度12分54秒 / 北緯38.29556度 西経95.21500度 |
| ノースリッチ                                                                                            | 51325      |                  | 112  | 2 (5)                  | 62 (24)              | 0 (0)            | 0.06%     | 北緯38度8分10秒 西経95度7分24秒 / 北緯38.13611度 西経95.12333度   |
| オザーク                                                                                                | 53900      | コロニー         | 565  | 6 (16)                 | 93 (36)              | 0 (0)            | 0.07%     | 北緯38度4分24秒 西経95度21分37秒 / 北緯38.07333度 西経95.36028度  |
| パットナム                                                                                              | 58000      |                  | 284  | 3 (8)                  | 87 (34)              | 0 (0)            | 0.11%     | 北緯38度21分41秒 西経95度16分4秒 / 北緯38.36139度 西経95.26778度  |
| リーダー                                                                                                | 58825      |                  | 427  | 2 (6)                  | 187 (72)             | 1 (0)            | 0.44%     | 北緯38度19分14秒 西経95度26分6秒 / 北緯38.32056度 西経95.43500度  |
| リッチ                                                                                                  | 59175      | キンケイド       | 346  | 4 (11)                 | 78 (30)              | 0 (0)            | 0.21%     | 北緯38度4分48秒 西経95度8分58秒 / 北緯38.08000度 西経95.14944度   |
| ウォーカー                                                                                              | 74650      | グリーリー       | 668  | 6 (15)                 | 117 (45)             | 0 (0)            | 0.38%     | 北緯38度21分4秒 西経95度6分47秒 / 北緯38.35111度 西経95.11306度   |
| ワシントン                                                                                              | 75500      |                  | 268  | 3 (7)                  | 93 (36)              | 0 (0)            | 0.19%     | 北緯38度13分47秒 西経95度17分5秒 / 北緯38.22972度 西経95.28472度  |
| ウェルダ                                                                                                | 76450      |                  | 301  | 3 (7)                  | 116 (45)             | 0 (0)            | 0.22%     | 北緯38度9分44秒 西経95度19分17秒 / 北緯38.16222度 西経95.32139度  |
| ウェストファリア                                                                                        | 77275      | ウェストファリア | 390  | 3 (8)                  | 134 (52)             | 1 (0)            | 0.38%     | 北緯38度11分56秒 西経95度27分46秒 / 北緯38.19889度 西経95.46278度 |
| Sources: “Census 2000 U.S. Gazetteer Files”. U.S. Census Bureau, Geography Division. 2012年4月1日閲覧。 |            |                  |      |                        |                      |                  |           |                                                                   |

## 教育

### 統一教育学区

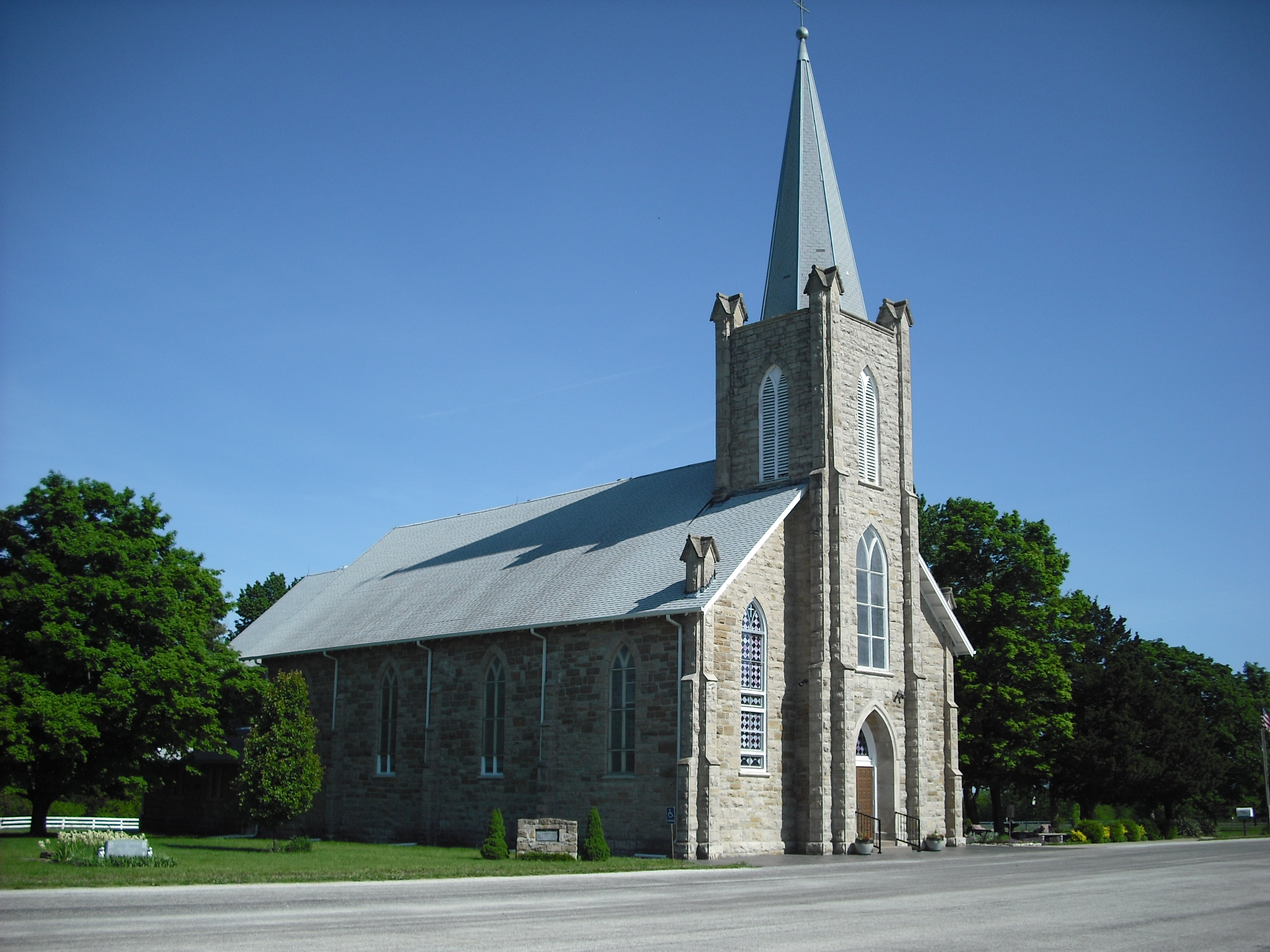
シピオにあるセントボニフェイス・カトリック教会

- ガーネット USD 365
  - アンダーソン郡高校
- クレスト USD 479
  - クレスト高校